# J'accuse
J'accuse (francuski Optužujem!) bilo je otvoreno pismo uglednog francuskog književnika Emila Zole upućeno predsjedniku Francuske, Felixu Faureu,  objavljeno 13. siječnja 1898. na naslovnoj stranici novina L'Aurore povodom afere Dreyfus.
Zola je u svom članku teško optužio vladu da je motivirana antisemitizmom ne samo dozvolila da satnik glavnog stožera Alfred Dreyfus bude osuđen na doživotni zatvor zbog špijunaže, nego je namjerno zataškala sve dokaze u njegov prilog, uključujući otkriće pravog krivca u liku bojnika Esterhazyja. 
Pismo je izazvalo velike kontroverze i rasprave diljem Francuske, gdje je afera počela dijeliti društvo na pristaše i protivnike Dreyfusa. Sam Zola je bio krivično gonjen za klevetu te proglašen krivim i osuđen 23. veljače 1898. Kako bi izbjegao zatvor, sklonio se u Englesku, odakle se vratio u lipnju 1899.
Pismo je izazvalo veliku pozornost i u svijetu, pa je kasnije riječ J'accuse! ušla u mnoge svjetske jezike kao sinonim teksta u kome se izražava gnušanje nad nekim društvenim zlom.